# Guerra Goryeo-Kitán
La guerra Goryeo-Kitán (en chino tradicional, 遼麗戰爭 en coreano ; 고려-거란 전쟁 () ) fue una serie de conflictos de los siglos X y XI entre la dinastía Goryeo de Corea y la dinastía Liao de China liderada por Kitán cerca de la actual frontera entre China y Corea del Norte .

## Relaciones Goryeo-Kitán
En la península de Corea, Silla fue reemplazada por Goryeo en 918. La dinastía Liao conquistó Balhae en 926, y los refugiados balhae fueron obligados a migrar por el Imperio Liao, una parte de su pueblo, incluida la clase dominante, se trasladó al sur y se unió a la recién fundada dinastía Goryeo.
Cuando Balhae cayó en manos de los Kitán unos años más tarde, el Rey Taejo aceptó a los refugiados de Balhae y siguió una política de expansión hacia el norte (posiblemente facilitada por la ausencia de un reino coreano hermano en lo que una vez fue territorio de Goguryeo). En 942, los Kitán enviaron otros 50 camellos a Goryeo, pero esta vez Taejo rechazó el regalo, exilió al enviado a una isla e hizo que los camellos se murieran de hambre. 

## Primera invasión
En 993, la dinastía Liao invadió la frontera noroeste de Goryeo con un ejército que, según el comandante de Liao, ascendía a 800.000 hombres. Después de un punto muerto militar,  comenzaron las negociaciones entre los dos estados, que produjeron las siguientes concesiones: En primer lugar, Goryeo puso fin formalmente a todas las relaciones con la Dinastía Song, acordó rendir homenaje a Liao y adoptar el calendario de Liao.  En segundo lugar, después de negociaciones dirigidas por el diplomático de Goryeo Seo Hui, Goryeo anexo oficialmente la tierra entre la frontera de Liao y Goryeo hasta el río Yalu, que en ese momento estaba ocupada por las problemáticas tribus Yurchen, citando que en el pasado la tierra pertenecía a Goguryeo. Con este acuerdo, las fuerzas de Liao se retiraron. Sin embargo, a pesar del acuerdo, Goryeo continuó comunicándose con Song, habiendo fortalecido sus defensas mediante la construcción de fortificaciones en los territorios del norte recién adquiridos.

## Segunda invasión
En 1009, el general Kang Cho de Goryeo encabezó un golpe de Estado contra el rey Mokjong, matándolo y estableciendo un gobierno militar. La dinastía Liao atacó con 400.000 soldados en 1010, afirmando vengar al asesinado Mokjong. Kang Cho bloqueó el primer ataque de Liao, pero fue derrotado en el segundo y ejecutado. El rey Hyeonjong de Goryeo se vio obligado a huir de la capital, que fue saqueada e incendiada por los Liao, a Naju temporalmente. Incapaces de establecer un punto de apoyo y evitar un contraataque de los ejércitos reagrupados de Goryeo, las fuerzas de Liao se retiraron. Posteriormente, el rey Goryeo pidió la paz, pero el emperador Liao exigió que viniera en persona y también le cediera áreas fronterizas clave; el tribunal de Goryeo rechazó las demandas, lo que resultó en una década de hostilidad entre las dos naciones, durante la cual ambas partes fortificaron sus fronteras en preparación para la guerra. Liao atacó a Goryeo en 1015, 1016 y 1017, pero los resultados fueron infructuosos.

## Tercera invasión
En 1018, Liao reunió un ejército de 100.000 soldados para invadir Goryeo. Como preparación, el general Kang Kam-ch'an ordenó que se construyera una represa en un arroyo al este de Heunghwajin. Cuando las tropas de Liao cruzaron el río Yalu, Kang Kam-ch'an abrió la presa y atacó a las tropas enemigas con 12.000 soldados montados, tomándolos por sorpresa, infligiéndoles graves pérdidas y cortando su línea de escape. Las tropas de Liao siguieron adelante y se dirigieron hacia la capital, pero encontraron una dura resistencia y ataques constantes, y se vieron obligadas a retirarse hacia el norte. Durante la retirada, 10.000 tropas del ejército de Liao fueron aniquiladas por el ejército de Goryeo bajo el mando de Kang Min-cheom de Goryeo.  Kang Kam-ch'an y sus tropas esperaron en Gwiju y se enfrentaron al ejército de Liao que se acercaba, aniquilando a la mayoría de ellos. Apenas unos pocos miles de soldados de Liao sobrevivieron después de la batalla de Kuju.

## Secuelas
Al año siguiente, los Liao reunieron otro gran ejército para lanzar otra invasión, pero quedó claro que ninguno de los bandos podría obtener una victoria decisiva. En 1020, el rey Hyeonjong reanudó el envío de tributos y en 1022 los kitánes reconocieron oficialmente la legitimidad del reinado del rey Hyeonjong. En 1022, se envió un enviado Kitán para investir a Hyeongjong como rey, y cuando este murió en 1031, su sucesor Wang Heum también fue investido rey por la corte de Liao. Goryeo rompió relaciones con Song y Liao cedió territorio alrededor de Yalu a Goryeo. La relación entre Liao y Goryeo seguiría siendo pacífica hasta el final de la dinastía Liao.    
En el tratado de paz Goryeo-Liao formalizado en 1022, los únicos términos estipulados fueron que el rey Goryeo reconociera su vasallaje a los Liao y liberara a los enviados Liao detenidos. Después de 1022, Goryeo no tuvo relaciones diplomáticas con los Song hasta 1070, con la excepción de una embajada aislada en 1030. La única embajada probablemente estaba relacionada con la rebelión del pueblo Balhae en la dinastía Liao. La rebelión fue rápidamente derrotada por los Kitánes, quienes regresaron para hacer cumplir las obligaciones tributarias de Goryeo. Goryeo adoptó el título de reinado de Liao en el cuarto mes de 1022.  Sin embargo, según Bielenstein, Goryeo mantuvo relaciones diplomáticas con Song, Hyeonjong mantuvo su propio título de reinado y los dos estados concluyeron la paz como iguales en 1022. 